# Spangereidkanalen
Spangereidkanalen är en kanal för småbåtar i Lindesnes kommun i södra Norge. Den går genom halvön Lindesnes i samhället Spangereid mellan Store Båly och Lenesfjorden och gör det möjligt för fritidsmotorbåtar att undvika passage på öppna havet utanför Lindesneshalvön. 
Kanalen byggdes 2006–2007, efter att ha planerats under mer än 20 av kommunen, med medfinansiering av staten, Vest-Agder fylkeskommun,
grannkommunerna Mandal och Lyngdals kommun samt näringslivet i regionen. Den är två meter djup, 10–20 meter bred och korsas av två fasta broar, vilka medger en seglingshöjd på 4,5 meter. 

## Kanal under vikingatiden
Kanalens historia går tillbaka till 700-talet. Då fanns en kanal på platsen, som troligtvis användes av vikingaskepp. Den har senare fyllts igen. Utgrävningar 2001 har visat att det fanns en 12 meter bred och två meter djup kanal så tidigt som omkring år 700, en kanal som är det största byggprojekt som är känt från denna epok i Norge, 

## Bildgalleri

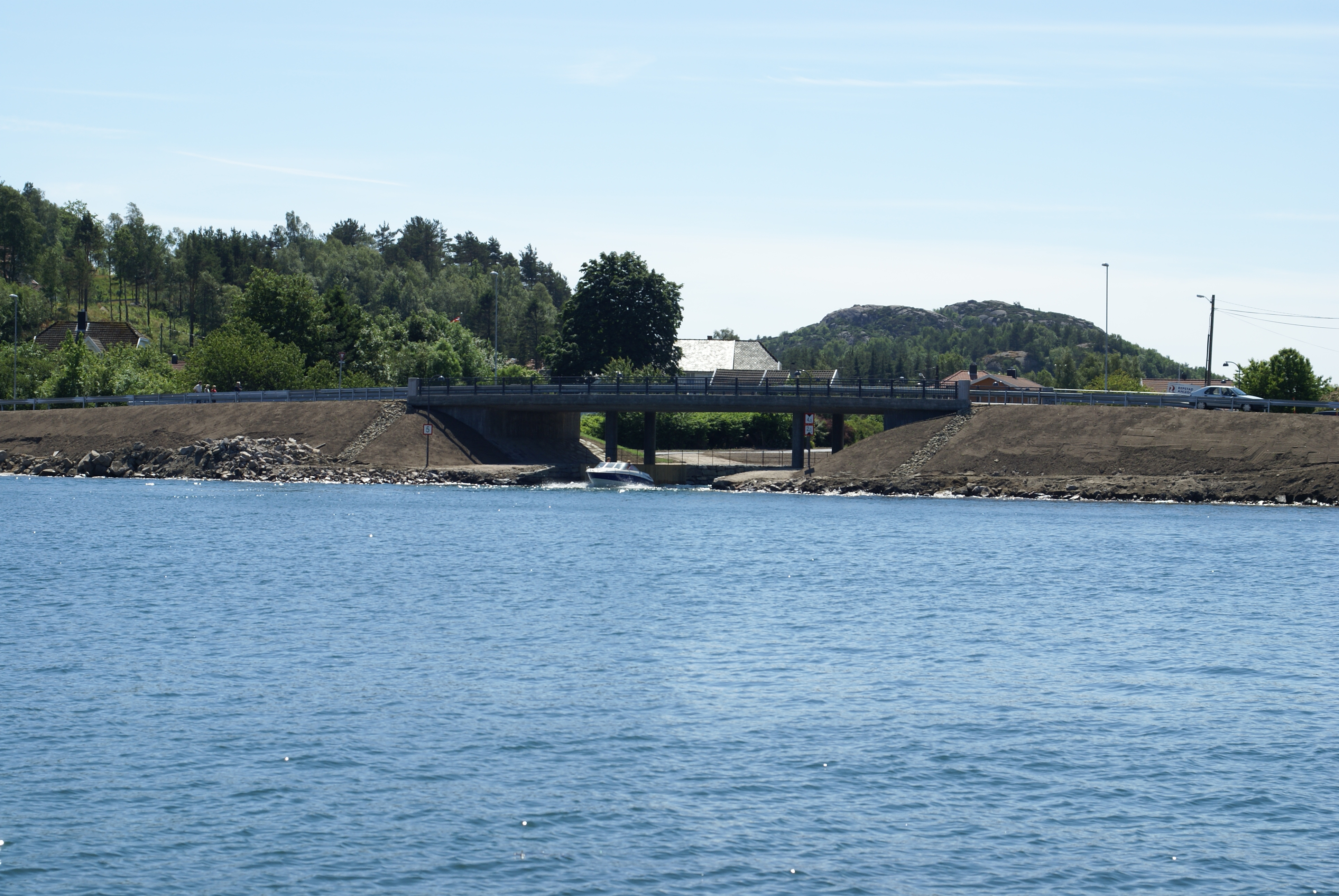
Insegling till kanalen norrifrån från Lenesfjorden
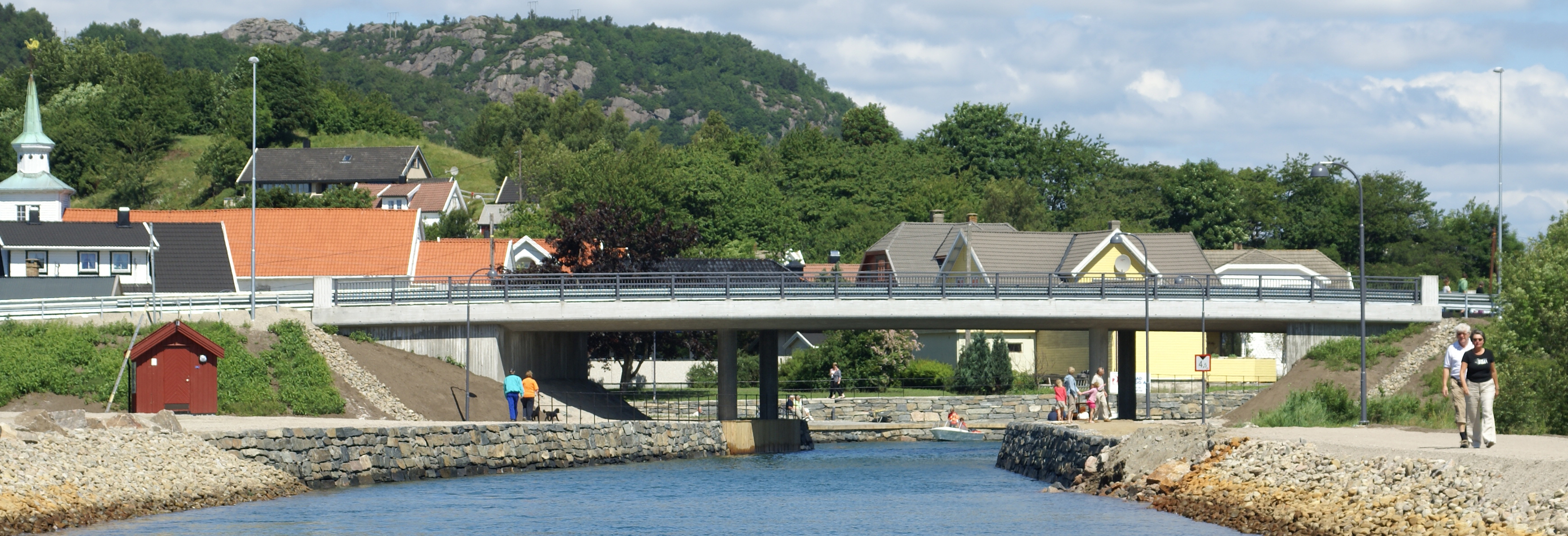
Den södra bron över kanalen
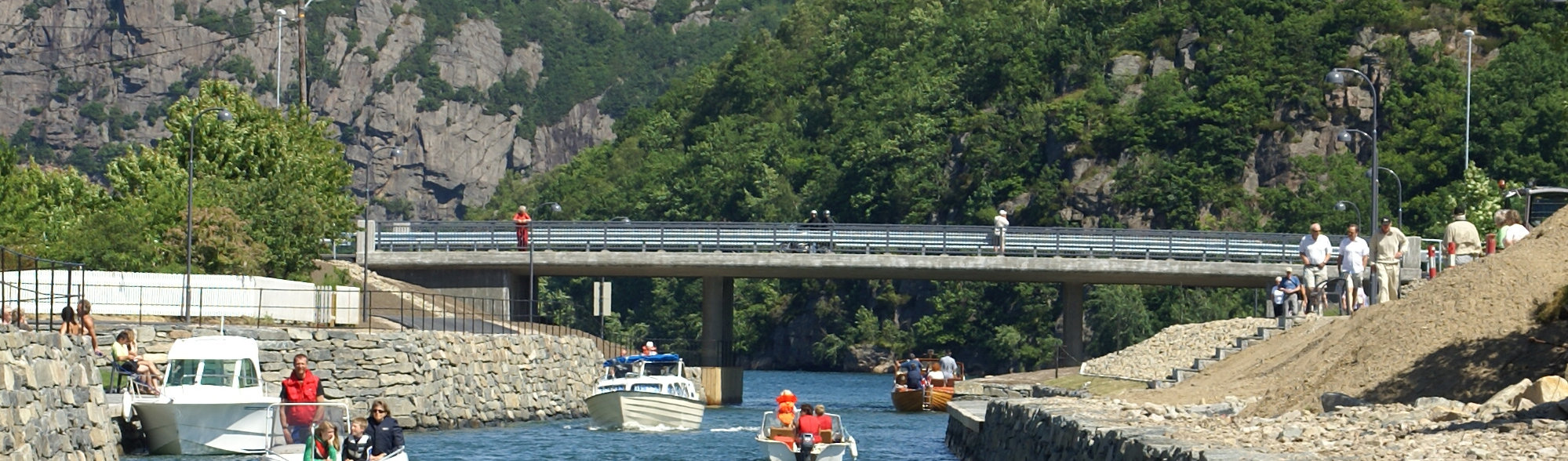
Den norra bron över kanalen
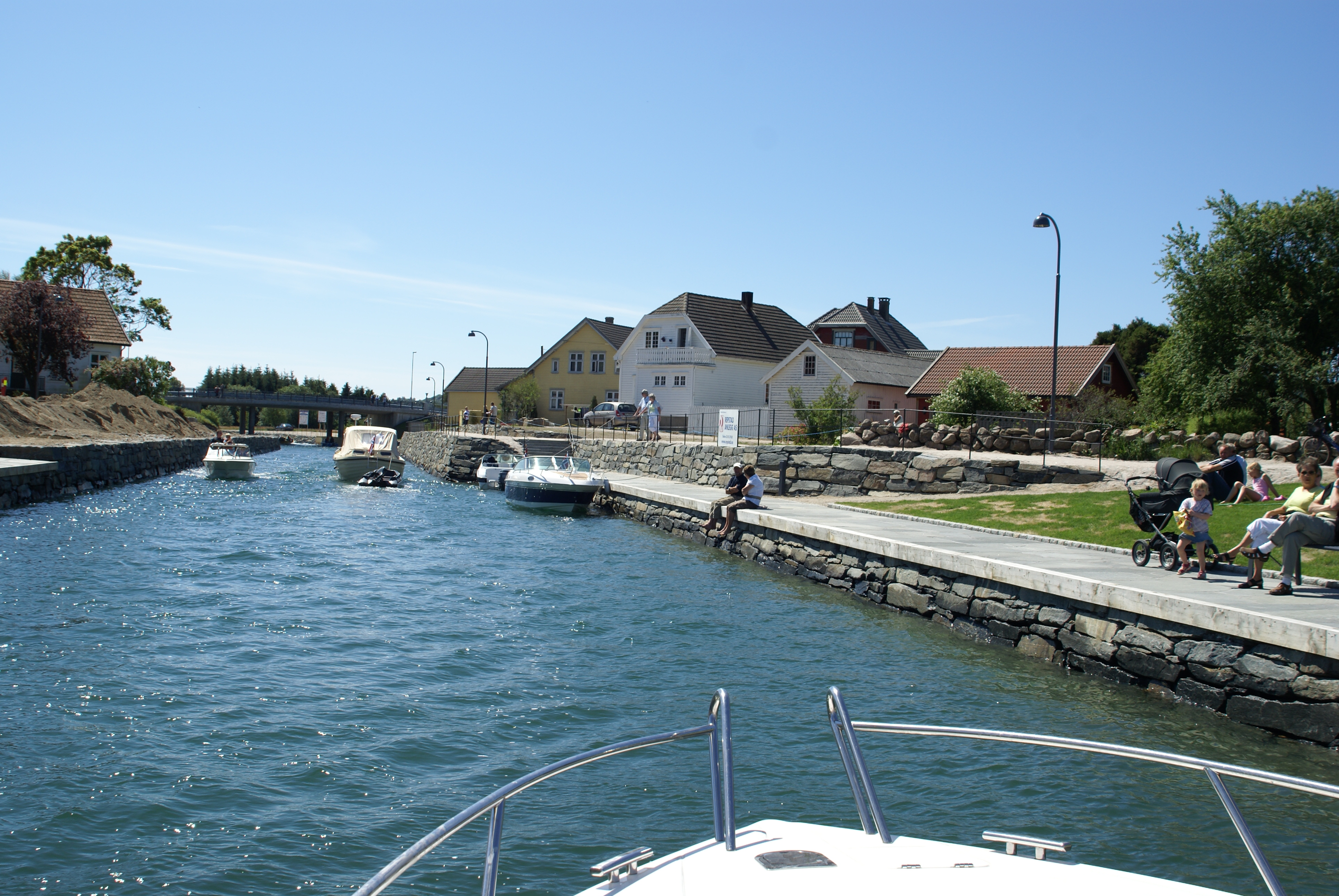
"Dronningbrygga" vid kanalens södra ände